# Giovanny Ruiz
Luis Giovanny Ruiz Guerrero  (San Juan de Pasto, Colombia; 2 de mayo de 1975) es un director técnico colombiano. Actualmente dirige las divisiones menores del Deportivo Pasto.

## Trayectoria
Nacido en la ciudad de San Juan de Pasto, Ruiz se unió al Deportivo Pasto en 2002, siendo nombrado entrenador de las categorías juveniles. En 2011 fue asistente del entrenador Flabio Torres en la función de preparador físico del equipo principal, allí es campeón de la Primera B. Ruiz ayudo en el proceso formativo de Juan José Narváez, Yerry Mina, Kevin Rendón, Iván Arboleda, entre otros.
En 2014, Ruiz dirigió por primera vez al equipo porfesional del Deportivo Pasto en tres partidos de la Copa Colombia, utilizando su plantel sub-20 porque el primer equipo no estaba disponible debido a una huelga. Más adelante, el 27 de marzo de 2015 fue nombrado entrenador interino tras la salida del argentino Oscar Quintabani, permaneció en el cargo hasta el nombramiento de Guillermo "Teacher" Berrío en mayo del mismo año.
En la temporada 2020, Ruiz estuvo al frente del Deportivo Pasto Femenino. El 10 de abril del año siguiente, fue nuevamente nombrado interino luego del despido de Diego Corredor, y fue nombrado gerente permanente el 22 de junio.

## Clubes

### Como formador
| Club                                   | País     | Año                                 |
| -------------------------------------- | -------- | ----------------------------------- |
| Divisiones menores del Deportivo Pasto | Colombia | 2002-2015, 2018-2019, 2021-presente |

### Como asistente técnico
| Club            | País     | Año             |
| --------------- | -------- | --------------- |
| Deportivo Pasto | Colombia | 2011, 2016-2017 |

### Como entrenador
| País     | Club                     | Periodo                  | Periodo                 |
| País     | Club                     | Desde                    | Hasta                   |
| -------- | ------------------------ | ------------------------ | ----------------------- |
| Colombia | Deportivo Pasto          | 27 de junio de 2014      | 9 de julio de 2014      |
| Colombia | Deportivo Pasto          | 27 de marzo de 2015      | 6 de abril de 2015      |
| Colombia | Deportivo Pasto Femenino | 27 de septiembre de 2020 | 20 de noviembre de 2020 |
| Colombia | Deportivo Pasto          | 9 de abril de 2021       | 10 de agosto de 2021    |

## Estadísticas como entrenador
| Deportivo Pasto · Colombia | 1ª    | 2014 (e) | - | - | - | - | 3 | 0 | 0 | 3 | - | - | - | - | 3  | 0 | 0 | 3 | 0%     |
| Deportivo Pasto · Colombia | 1ª    | 2015 (e) | 2 | 0 | 0 | 2 | - | - | - | - | - | - | - | - | 2  | 0 | 0 | 2 | 0%     |
| Deportivo Pasto · Colombia | 1ª    | 2021     | 7 | 0 | 3 | 4 | - | - | - | - | - | - | - | - | 7  | 0 | 3 | 4 | 14.29% |
| Deportivo Pasto · Colombia | Total | Total    | 9 | 0 | 3 | 6 | 3 | 0 | 0 | 3 | 0 | 0 | 0 | 0 | 12 | 0 | 3 | 9 | 8.33%  |
| 1. 2.                      |       |          |   |   |   |   |   |   |   |   |   |   |   |   |    |   |   |   |        |